# クレマン・シャンプッサン
クレマン・シャンプッサン（Clément Champoussin、1998年5月29日 - ）はフランス・ニース出身の自転車競技選手。現在、UCIワールドチームのAG2R・シトロエン・チーム所属 。 

## 主な結果
2018
ルオタ・ドーロ　2位
ピッコロ・ジロ・ディ・ロンバルディア　3位
ツール・ド・ラブニール　総合5位
クライズ・ブレイズ・エリテス　総合7位
ロンド・ド・リザール　総合9位
2019
ジロ・デル・フリウリ・ベネチア・ジュリア　総合優勝
ポイント賞
区間優勝（第1、4ステージ）
ピッコロ・ジロ・ディ・ロンバルディア　2位
ロンド・ド・リザール　総合3位
グランプリ・プリスニーツ・スパ　総合3位
ツール・ド・ラブニール　総合4位
オーレン・ネーションズ・グランプリ　総合6位
区間優勝（第1ステージ・チームタイムトライアル）
ジロ・ディ・シチリア　総合9位
グラン・ピエモンテ　9位
2020
ツール・ド・ルクセンブルク　総合8位
2021
フォーン＝アルデシュ・クラシック　2位
トロフェオ・ライグエーリア　4位
ツール・ド・ラン　総合6位
ブエルタ・ア・エスパーニャ 区間優勝（第20ステージ）
2023
アークティック・レース・オブ・ノルウェー  ポイント賞（第4ステージ優勝）
2024
ジロ・デッラ・トスカーナ 優勝